# Rhytiphora heros
Rhytiphora heros là một loài bọ cánh cứng trong họ Cerambycidae.